# Preska pri Dobrniču
Preska pri Dobrniču este o localitate din comuna Trebnje, Slovenia, cu o populație de 73 de locuitori.